# Toshimasa Toba
Toshimasa Toba (鳥羽 俊正 Toba Toshimasa?), född 16 juli 1975 i Aichi prefektur, är en japansk före detta fotbollsspelare.
Toba började sin karriär 1998 i Mito HollyHock. Han spelade 151 ligamatcher för klubben. Han avslutade karriären 2003.